# Slowkiss
Slowkiss es una banda de rock alternativo chilena, formada en 2014 por Elisa Montes.

## Historia

### Inicios
En el año 2014, Elisa Montes y Claudio Manríquez comparten una amistad e intereses en toda la escena punk y rock alternativo de los años 90 siendo como referentes Smashing Pumpkins y Nirvana. A partir de allí nació la idea de formar un grupo con estas influencias. En su primera formación Victoria Cordero "Vicky" es quien participa como bajista y Emiliano Gómez en la batería. Ante la dificultad para Claudio "Jurel Sónico" de poder llevar dos proyectos importantes como lo es su actual banda Adelaida, decide que Elisa continúe su camino como líder íntegra del proyecto, en esta situación es que son convocados Ignacio Villagrán en la guitarra principal y Matías Acuña en batería para lo que resultaría la formación oficial, quienes registran dos placas con la cual llegan a presentarse en el extranjero con gran éxito.
Con esta formación, en 2014 lanzaron su primer demo, el cual incluye canciones que serían insignes en el grupo, como Pink Death y Saturday Nights.
En 2015 grabarían su primer EP llamado The Cliff. Durante el 2017 el grupo se dedicó a grabar los temas para su segundo EP llamado Ultraviolet. De este EP se lanzaron como sencillos los temas Forever Together y una versión regrabada de Pink Death.
A fines del 2017, la banda realizó una exitosa gira por la costa oeste de Estados Unidos, haciéndose un nombre en la escena postgrunge de la costa oeste de ese país.

### Reformación
A principios del 2018 Victoria, Matías e Ignacio abandonan la banda quedando solamente Elisa tras una ruptura amorosa importante. Debido a estos incidentes es que el material registrado en Estados Unidos jamás vería la luz.
Posterior a eso Elisa decide salir adelante con el grupo y recluta a Natalia Adelina Díaz (bajista, ex Adelaida), Alejandro Castillo (guitarra) y Daniel Palma (batería) para continuar, luego de varios conciertos por diferentes ciudades de Chile, Daniel Palma termina su colaboración por encontrarse lejano a la capital, para continuar con el resto de shows previstos se une al grupo Ricardo Pozo como miembro estable..
Con esta nueva formación en diciembre de 2018 la banda realiza su primer viaje a Argentina para concretar una pequeña gira en Buenos Aires y entrar al estudio con el productor Alejandro Taranto para posteriormente grabar 3 sencillos en lo que llegaría a ser su primer LP, el trabajo producido en estudios Deja Vu fueron To Death, In Vain y Time. en el año 2019 Alejandro Castillo abandona la banda por diferencias musicales, en ese momento Andie Borie es quien continua con el trabajo en las canciones que componen Patio 29  grabado en Estudios del Sur y The Shack Studios con Tim Picchetti como encargado de la mezcla y grabación. Como adelanto se lanzaron los sencillos In Vain y Time.
En el año 2020 en plena pandemia, la banda continua su actividad con una serie de trabajos audiovisuales de manera un poco diferente, ya que por las normas sanitarias todo el trabajo realizado fue a distancia. Estar activos en redes sociales y en constante composición creaba la necesidad de grabar nuevo material, por lo que la banda comienza las grabaciones de su nuevo disco en estudios del sur, en esta oportunidad Alejandro Castillo es invitado a colaborar en las grabaciones, siendo el resultado su reincorporación a los ensayos, composiciones y posteriormente como miembro fijo y actual en Slowkiss. En esta ocasión el músico nacional Leo Saavedra es quien se encarga del bajo (como invitado) ante la partida de Natalia Adelina. En medio de las grabaciones del nuevo material la banda es invitada a participar en Lollapalooza Chile, siendo el 19 de marzo uno de los shows más importantes hasta la fecha.
En marzo de 2024, Slowkiss anuncia su segundo álbum de estudio K.O, el cual fue el 12 de abril de ese mismo año por el sello discográfico alemán Gunner Records.

## Miembros
| Miembros actuales - Elisa Montes – voz, guitarra (2014–presente) - Alejandro Castillo – guitarra, coros (2018–presente) - Ricardo Pozo – batería (2018–presente) Miembros de apoyo - Leo Saavedra – bajo (2022–presente) | Miembros anteriores - Claudio "Jurel Sónico" Manríquez – guitarra (2014) - Ignacio Villagrán – guitarra (2014–2018) - Andie Borie – guitarra (2019–2020) - Natalia Adelina – bajo (2018–2021) - Victoria Cordero – bajo, voz (2014–2018) - Emiliano Gómez – batería (2014) - Matías Acuña – batería (2014–2018) - Daniel Palma – batería (2018) |

## Discografía

### Álbumes de estudio
- 2019 - Patio 29
- 2024 - K.O

### Sencillos y EP
- 2014 - Demo
- 2015 - The Cliff
- 2017 - Forever Together
- 2017 - Pink Death
- 2017 - Ultraviolet
- 2019 - In Vain
- 2019 - Time
- 2023 - N.O.C.G.A